# 広運 (南朝後梁)
広運（こううん）は、南北朝時代の南朝後梁において後主蕭琮の治世に使用された元号である。586年正月 - 587年9月。

## 西暦・干支との対照表
| 広運 | 元年  | 2年   |
| 西暦 | 586年 | 587年 |
| 干支 | 丙午  | 丁未  |